# Campeonato Alagoano de Futebol de 2023
O Campeonato Alagoano de Futebol de 2023, foi a 93ª edição do campeonato profissional de clubes de futebol do estado de Alagoas. Os três primeiros colocados disputarão a Copa do Brasil de Futebol de 2024.

## Regulamento
A competição com 8 (oito) participantes terá início em janeiro e término previsto para abril de 2023. O Campeonato Alagoano 2023 será disputado em três fases distintas, a saber: Primeira Fase, Fase Semifinal e Fase Final.  Na Primeira Fase, as oito Entidades de Prática jogarão em turno único. Os quatro primeiro se classificam e o último é rebaixado.

## Transmissão
Os jogos do Alagoano 2023 foram transmitidos pela Band Maceió, DAZN e Nosso Futebol.

## Equipes participantes

### Promovidos e rebaixados
| Pos. | Rebaixados da Primeira Divisão de 2022 |  |
| ---- | -------------------------------------- |  |
| 8º   | Jacyobá                                |  |

| Pos. | Promovido da Segunda Divisão de 2022 |
| ---- | ------------------------------------ |
| 1º   | Coruripe                             |

## Primeira Fase

### Classificação
| Pos. | Equipe                | PG | J | V | E | D | GP | GS | SG  | %  | Classificação                  |
| ---- | --------------------- | -- | - | - | - | - | -- | -- | --- | -- | ------------------------------ |
| 1    | CRB                   | 19 | 7 | 6 | 1 | 0 | 16 | 6  | +10 | 90 | Classificados para a Semifinal |
| 2    | ASA                   | 11 | 7 | 3 | 2 | 2 | 10 | 7  | +3  | 52 | Classificados para a Semifinal |
| 3    | Murici                | 11 | 7 | 3 | 2 | 2 | 9  | 11 | –2  | 52 | Classificados para a Semifinal |
| 4    | Coruripe              | 9  | 7 | 2 | 3 | 2 | 7  | 8  | –1  | 43 | Classificados para a Semifinal |
| 5    | CSA                   | 8  | 7 | 2 | 2 | 3 | 8  | 7  | +1  | 38 |                                |
| 6    | CSE                   | 7  | 7 | 1 | 4 | 2 | 5  | 8  | –3  | 33 |                                |
| 7    | Cruzeiro de Arapiraca | 6  | 7 | 2 | 0 | 5 | 10 | 9  | +1  | 29 |                                |
| 8    | Desportivo Aliança    | 5  | 7 | 1 | 2 | 4 | 6  | 15 | –9  | 24 | Rebaixado para a Série B 2024  |

### Jogos
A seguir temos os resultados em detalhes de todos os jogos da primeira fase do campeonato:
| 14 de janeiro | CSE              | 1 — 0     | CSA | Palmeira dos Índios   |  |
| 16:00         | Filipe Ramon 28' | Relatório |     | Estádio: Juca Sampaio |  |

| 14 de janeiro | ASA                                 | 2 — 0     | Coruripe | Arapiraca                        |  |
| 16:00         | João Victor 11' · Tito Fernando 37' | Relatório |          | Estádio: Coaracy da Mata Fonseca |  |

| 15 de janeiro | CRB                                  | 2 — 1     | Cruzeiro de Arapiraca | Coruripe               |  |
| 16:00         | José Renato 15' · Diogo José 93' (p) | Relatório | Edson Eder 13'        | Estádio: Gerson Amaral |  |

| 15 de janeiro | Murici | 0 — 0     | Desportivo Aliança | Murici                       |  |
| 16:00         |        | Relatório |                    | Estádio: José Gomes da Costa |  |

| 17 de janeiro | CSA | 0 — 0     | ASA | Murici                       |  |
| 19:30         |     | Relatório |     | Estádio: José Gomes da Costa |  |

| 18 de janeiro | Cruzeiro de Arapiraca | 1 — 2     | Murici                                       | Arapiraca                        |  |
| 20:00         | Geovanio 08'          | Relatório | Pedro Felipe 41' (p) · Renato dos Santos 93' | Estádio: Coaracy da Mata Fonseca |  |

| 19 de janeiro | Desportivo Aliança | 1 — 3     | CRB                                                            | Palmeira dos Índios   |  |
| 19:00         | Dannyel Bispo 84'  | Relatório | José Renato 36' · Gabriel da Conceição 63' · Anselmo Ramon 93' | Estádio: Juca Sampaio |  |

| 22 de janeiro | Coruripe | 0 — 0     | CSE | Coruripe               |  |
| 16:00         |          | Relatório |     | Estádio: Gerson Amaral |  |

| 24 de janeiro | CSA                                                                    | 4 — 0     | Murici | Maceió            |  |
| 19:00         | Alexandre 04' · João Felipe 16' · Kaio Nunes 22' · Thales Natanael 61' | Relatório |        | Estádio: Rei Pelé |  |

| 25 de janeiro | ASA        | 1 — 1     | CSE         | Arapiraca                        |  |
| 20:00         | Danilo 38' | Relatório | Emanoel 93' | Estádio: Coaracy da Mata Fonseca |  |

| 25 de janeiro | Desportivo Aliança | 0 — 5     | Cruzeiro de Arapiraca                         | Coruripe               |  |
| 20:00         |                    | Relatório | Wanderson 13', 34', 60', 79' · Stuart 88' (p) | Estádio: Gerson Amaral |  |

| 25 de janeiro | CRB             | 1 — 1     | Coruripe     | Maceió            |  |
| 20:30         | José Renato 44' | Relatório | Benilton 32' | Estádio: Rei Pelé |  |

| 28 de janeiro | CRB                                                       | 3 — 1     | CSA                  | Maceió            |  |
| 16:00         | Rafael Vinicius 24' · Fábio Augusto 40' · José Renato 46' | Relatório | Tomás Almino 79' (p) | Estádio: Rei Pelé |  |

| 28 de janeiro | Murici                             | 3 — 2     | ASA                          | Murici                       |  |
| 16:00         | Uesles 06' · Alex Moreira 33', 94' | Relatório | João Victor 38' · Uesles 63' | Estádio: José Gomes da Costa |  |

| 28 de janeiro | Coruripe                  | 2 — 1     | Desportivo Aliança | Coruripe               |  |
| 19:00         | Mayron 28' · Benilton 47' | Relatório | Jussimar 49' (p)   | Estádio: Gerson Amaral |  |

| 29 de janeiro | CSE | 0 — 1     | Cruzeiro de Arapiraca | Palmeira dos Índios   |  |
| 16:00         |     | Relatório | Edson Eder 73'        | Estádio: Juca Sampaio |  |

| 31 de janeiro | ASA                | 1 — 2     | CRB                               | Arapiraca                        |  |
| 20:30         | Everton Heleno 89' | Relatório | Auremir 07' · Matheus Antunes 79' | Estádio: Coaracy da Mata Fonseca |  |

| 1 de fevereiro | CSE          | 1 — 1     | Murici    | Palmeira dos Índios   |  |
| 20:00          | Geovanio 33' | Relatório | Tadeu 42' | Estádio: Juca Sampaio |  |

| 2 de fevereiro | CSA                | 1 — 2     | Desportivo Aliança              | Maceió            |  |
| 20:00          | Kaio Nunes 88' (p) | Relatório | Natanael 01' · Jussimar 42' (p) | Estádio: Rei Pelé |  |

| 4 de fevereiro | Cruzeiro de Arapiraca | 1 — 2     | Coruripe                    | Arapiraca                        |  |
| 16:00          | Edson Eder 60' (p)    | Relatório | Benitlon 35' · Leonardo 80' | Estádio: Coaracy da Mata Fonseca |  |

| 9 de fevereiro | CRB                                       | 3 — 0     | CSE | Maceió            |  |
| 20:00          | Jonathan Copete 29', 57' · João Paulo 85' | Relatório |     | Estádio: Rei Pelé |  |

| 11 de fevereiro | CSA            | 1 — 0     | Cruzeiro de Arapiraca | Maceió            |  |
| 16:00           | Jean Carlo 67' | Relatório |                       | Estádio: Rei Pelé |  |

| 12 de fevereiro | ASA                                   | 2 — 0     | Desportivo Aliança | Arapiraca                        |  |
| 16:00           | Lidio Ferreira 60' · Fábio Aguiar 62' | Relatório |                    | Estádio: Coaracy da Mata Fonseca |  |

| 19 de fevereiro | Murici                            | 2 — 1     | Coruripe         | Murici                       |  |
| 16:00           | Walker 14' · Willian de Souza 28' | Relatório | Thiago Tauan 19' | Estádio: José Gomes da Costa |  |

| 26 de fevereiro | Murici           | 1 — 2 | CRB                            | Murici                       |  |
| 16:00           | Lucas Sergio 41' |       | Riquelme 46' · Pedro Lucas 80' | Estádio: José Gomes da Costa |  |

| 26 de fevereiro | Coruripe     | 1 — 1 | CSA         | Coruripe               |  |
| 16:00           | Celsonil 69' |       | Geraldo 19' | Estádio: Gerson Amaral |  |

| 26 de fevereiro | Cruzeiro de Arapiraca | 1 — 2 | ASA                             | Arapiraca                        |  |
| 16:00           | Adílio 12'            |       | Lucielmo 51' · Anderson 66' (p) | Estádio: Coaracy da Mata Fonseca |  |

| 26 de fevereiro | Desportivo Aliança                 | 2 — 2 | CSE                           | Maceió            |  |
| 16:00           | Felix Pontes 24' · Kelven José 52' |       | Jeferson 36' (p) · Welton 80' | Estádio: Rei Pelé |  |

## Fase final
Em itálico as equipes que possuem o mando de campo no primeiro jogo; em negrito as equipes vencedoras.
|  | Semifinais | Semifinais | Semifinais | Semifinais |   |     | Final | Final | Final | Final |
|  |            |            |            |            |   |     |       |       |       |       |
|  | CRB        | 3          | 3          | 6          |   |     |       |       |       |       |
|  | Coruripe   | 2          | 1          | 3          |   |     |       |       |       |       |
|  | Coruripe   | 2          | 1          | 3          |   | CRB | 2     | 1     | 3     |       |
|  |            |            |            |            |   | CRB | 2     | 1     | 3     |       |
|  |            | ASA        | 0          | 0          | 0 |     |       |       |       |       |
|  | ASA        | ASA        | 0          | 0          | 0 | 1   | 1     | 2     |       |       |
|  | ASA        |            |            |            |   | 1   | 1     | 2     |       |       |
|  | Murici     | 1          | 0          | 1          |   |     |       |       |       |       |

### Semifinal 1
| 11 de março IDA | Coruripe                   | 2 – 3 | CRB                                             | Coruripe               |  |
| 19:00           | Benilton 01' · Everson 79' |       | João Paulo 08' · Anselmo Ramon 25' · Gilvan 87' | Estádio: Gerson Amaral |  |

| 19 de março VOL | CRB                                      | 3 – 1 (6 − 3 agr.) | Coruripe         | Maceió                    |  |
| 16:00           | José Renato 13', 65' · Anselmo Ramon 58' |                    | Benilton 51' (p) | Estádio: Estádio Rei Pelé |  |

### Semifinal 2
| 12 de março IDA | Murici       | 1 – 1 | ASA         | Murici                               |  |
| 16:00           | Palacios 50' |       | Fidélis 03' | Estádio: Estádio José Gomes da Costa |  |

| 18 de março VOL | ASA          | 1 – 0 (2 − 1 agr.) | Murici | Arapiraca                                          |  |
| 19:00           | Lucielmo 31' |                    |        | Estádio: Estádio Municipal Coaracy da Mata Fonseca |  |

### Final
| 1 de abril IDA | ASA | 0 – 2 | CRB                         | Arapiraca                                          |  |
| 16:00          |     |       | Fábio Alemão 32' · Mike 55' | Estádio: Estádio Municipal Coaracy da Mata Fonseca |  |

| 8 de abril VOL | CRB        | 1 — 0 | ASA | Maceió                    |  |
| 16:00          | Copete 03' |       |     | Estádio: Estádio Rei Pelé |  |

### Premiação
| Campeonato Alagoano de 2022 |
| Alagoas                     |
| --------------------------- |
| CRB Campeão (33.º título)   |

## Técnicos
| Equipe             | Técnico                                              |
| ------------------ | ---------------------------------------------------- |
| ASA                | Evaristo Piza (1ª—)                                  |
| Coruripe           | Alyson Dantas (1ª—)                                  |
| CRB                | Umberto Louzer (1ª—)                                 |
| Cruzeiro-AL        | Jaelson Marcelino (1ª—)                              |
| CSA                | Roberto Fonseca (1ª—5ª) Bebeto Moraes (6ª, interino) |
| CSE                | Oliveira Canindé (1ª—5ª) Rommel Vieira (6ª—)         |
| Desportiva Aliança | Cezar Wellington (1ª—)                               |
| Murici             | Bruno Monteiro (1ª—)                                 |

## Estatísticas

### Artilharia
| Gols | Jogador        | Equipe                |
| ---- | -------------- | --------------------- |
| 6    | Renato Júnior  | CRB                   |
| 5    | Tatá           | Coruripe              |
| 4    | Wanderson      | Cruzeiro de Arapiraca |
| 3    | Edinho Correia | Cruzeiro de Arapiraca |
| 3    | Copete         | CRB                   |
| 3    | Anselmo Ramon  | CRB                   |
| 2    | Alex Moreira   | Murici                |
| 2    | Fabio Alemão   | CRB                   |
| 2    | Fidelis        | ASA                   |
| 2    | João Paulo     | CRB                   |
| 2    | Joãozinho      | ASA                   |
| 2    | Jussimar       | Desportivo Aliança    |
| 2    | Kaio Nunes     | CSA                   |
| 2    | Lucio Maranhão | ASA                   |
| 2    | Uesles         | Murici                |

## Público

### Maiores públicos (Pagantes)
Estes são os 10 maiores públicos pagantes do Campeonato. 
| Nº | Público | Mandante | Placar | Visitante | Estádio  | Data           | Rodada            |
| -- | ------- | -------- | ------ | --------- | -------- | -------------- | ----------------- |
| 1  | 14 728  | CRB      | 1–0    | ASA       | Rei Pelé | 8 de abril     | Final - Volta     |
| 2  | 6 829   | CRB      | 3–1    | Coruripe  | Rei Pelé | 19 de março    | Semifinal - Volta |
| 3  | 3 698   | ASA      | 1–0    | Murici    | Fumeirão | 18 de março    | Semifinal - Volta |
| 4  | 3 315   | CRB      | 3–1    | CSA       | Rei Pelé | 28 de janeiro  | 4ª Rodada         |
| 5  | 2 813   | ASA      | 0–2    | CRB       | Fumeirão | 1 de abril     | Final - Ida       |
| 6  | 2 309   | CSA      | 4–0    | Murici    | Rei Pelé | 24 de janeiro  | 3ª Rodada         |
| 7  | 2 264   | CRB      | 3–0    | CSE       | Rei Pelé | 9 de fevereiro | 6ª Rodada         |
| 8  | 2 224   | CRB      | 1–1    | Coruripe  | Rei Pelé | 25 de janeiro  | 3ª Rodada         |
| 9  | 2 208   | ASA      | 1–2    | CRB       | Fumeirão | 31 de janeiro  | 5ª Rodada         |
| 10 | 1 904   | ASA      | 1–1    | CSE       | Fumeirão | 25 de janeiro  | 3ª Rodada         |

### Menores públicos (Pagantes)
Estes são os 10 menores públicos pagantes do Campeonato. 
| Nº | Público | Mandante              | Placar | Visitante             | Estádio             | Data            | Rodada    |
| -- | ------- | --------------------- | ------ | --------------------- | ------------------- | --------------- | --------- |
| 1  | 23      | Cruzeiro de Arapiraca | 1–2    | Coruripe              | Fumeirão            | 4 de fevereiro  | 5ª Rodada |
| 2  | 38      | Desportivo Aliança    | 2–2    | CSE                   | Rei Pelé            | 26 de fevereiro | 7ª Rodada |
| 3  | 56      | Desportivo Aliança    | 0–5    | Cruzeiro de Arapiraca | Juca Sampaio        | 25 de janeiro   | 3ª Rodada |
| 4  | 69      | Cruzeiro de Arapiraca | 1–2    | Murici                | Fumeirão            | 18 de janeiro   | 2ª Rodada |
| 5  | 125     | Murici                | 3–2    | ASA                   | José Gomes da Costa | 28 de janeiro   | 4ª Rodada |
| 6  | 133     | Murici                | 2–1    | Coruripe              | José Gomes da Costa | 19 de fevereiro | 6ª Rodada |
| 7  | 212     | Murici                | 0–0    | Desportivo Aliança    | José Gomes da Costa | 15 de janeiro   | 1ª Rodada |
| 8  | 297     | Coruripe              | 2–1    | Desportivo Aliança    | Gerson Amaral       | 28 de janeiro   | 4ª Rodada |
| 9  | 356     | CSE                   | 1–1    | Murici                | Juca Sampaio        | 1 de fevereiro  | 5ª Rodada |
| 10 | 366     | Desportivo Aliança    | 1–3    | CRB                   | Juca Sampaio        | 19 de janeiro   | 2ª Rodada |

### Média como mandante (Pagantes)
Atualizado em 8 de abril de 2023.
| Pos. | Time                  | Média | Total  | Mandos | Maior  | Menor |
| ---- | --------------------- | ----- | ------ | ------ | ------ | ----- |
| 1    | CRB                   | 5 135 | 30 815 | 6      | 14 728 | 1 455 |
| 2    | ASA                   | 2 242 | 13 452 | 6      | 3 698  | 1 266 |
| 3    | CSA                   | 1 546 | 6 186  | 4      | 2 309  | 1 065 |
| 4    | CSE                   | 773   | 2 319  | 3      | 1 015  | 356   |
| 5    | Coruripe              | 590   | 2 361  | 4      | 1 031  | 297   |
| 6    | Cruzeiro de Arapiraca | 351   | 1 055  | 3      | 963    | 23    |
| 7    | Murici                | 290   | 1 451  | 5      | 583    | 125   |
| 8    | Desportivo Aliança    | 153   | 460    | 3      | 366    | 38    |